# Czechoslovakian International 1985
Die Czechoslovakian International 1985 im Badminton fanden vom 5. bis zum 6. Oktober 1985 in Prag statt. Der Austragungsort war die Sporthalle TJ Spoje Praha.

## Sieger und Platzierte
| Disziplin    | Gold                              | Silber                           | Bronze                                |
| ------------ | --------------------------------- | -------------------------------- | ------------------------------------- |
| Herreneinzel | Poul-Erik Høyer Larsen            | Michal Malý                      | Tariq Farooq                          |
| Herreneinzel | Poul-Erik Høyer Larsen            | Michal Malý                      | Per Flennborg                         |
| Dameneinzel  | Grete Mogensen                    | Bożena Siemieniec                | Catharina Andersson                   |
| Dameneinzel  | Grete Mogensen                    | Bożena Siemieniec                | Monika Cassens                        |
| Herrendoppel | Poul-Erik Høyer Larsen Peter Buch | Per Flennborg Paul Ottosson      | Stefan Lövgren Peter Isaksson         |
| Herrendoppel | Poul-Erik Høyer Larsen Peter Buch | Per Flennborg Paul Ottosson      | Heinz Fischer Klaus Fischer           |
| Damendoppel  | Grete Mogensen Hanne Adsbøl       | Monika Cassens Petra Michalowsky | Bożena Siemieniec Zofia Żółtańska     |
| Damendoppel  | Grete Mogensen Hanne Adsbøl       | Monika Cassens Petra Michalowsky | Klaudia Mayorova Irina Rozhkova       |
| Mixed        | Peter Buch Hanne Adsbøl           | Michal Malý Dana Malá            | Paul Ottosson Catharina Andersson     |
| Mixed        | Peter Buch Hanne Adsbøl           | Michal Malý Dana Malá            | Erfried Michalowsky Petra Michalowsky |

## Finalergebnisse
| Disziplin    | Sieger                            | Finalist                         | Ergebnis    |
| ------------ | --------------------------------- | -------------------------------- | ----------- |
| Herreneinzel | Poul-Erik Høyer Larsen            | Michal Malý                      | 15–4, 15–5  |
| Dameneinzel  | Grete Mogensen                    | Bożena Siemieniec                | 11–1, 11–5  |
| Herrendoppel | Poul-Erik Høyer Larsen Peter Buch | Per Flennborg Paul Ottosson      | 15–9, 15–8  |
| Damendoppel  | Grete Mogensen Hanne Adsbøl       | Monika Cassens Petra Michalowsky | 15–3, 15–11 |
| Mixed        | Peter Buch Hanne Adsbøl           | Michal Malý Dana Malá            | 15–5, 15–2  |